# Domenico Volpati
Domenico Volpati (* 19. August 1951 in Novara) ist ein ehemaliger italienischer Fußballspieler. Er war Teil der berühmten Mannschaft von Hellas Verona, die im Jahr 1985 die italienische Fußballmeisterschaft gewinnen konnte und spielte weiterhin unter anderem für Como Calcio und Torino Calcio.

## Karriere
Domenico Volpati wurde am 19. August 1951 in der piemontischen Stadt Novara geboren. Seine ersten Lebensjahre verbrachte er auch in der Provinz Novara, beim dort angesiedelten Verein AC Borgomanero machte Volpati seine ersten Schritte als Fußballer und schaffte dort auch den Sprung in die Erwachsenenmannschaft. Von 1968 bis 1970 zwei Jahre lang für den unterklassigen Verein aktiv, weckte Volpati dort das Interesse von Solbiatese Arno Calcio, einem zwar immer noch klar im Amateurbereich agierenden Klub, der aber schon höherklassig angesiedelt war als Borgomanero. Bei Solbiatese wurde er auch ein Jahr lang von Osvaldo Bagnoli gecoacht, der dort von 1973 bis 1974 seine erste Trainerstation hatte. Jahre später sollte Domenico Volpati unter Bagnoli den größten Erfolg seiner Karriere feiern.
Bei Solbiatese blieb er von 1970 bis 1975 und machte in dieser Zeit 132 Ligaspiele und elf Tore für die Mannschaft. Im Sommer 1975 unterschrieb er dann ein Arbeitspapier beim AC Reggiana. Zwanzig Jahre vor seiner erfolgreichsten Zeit befand sich dieser Klub jedoch noch in den Niederungen des Amateurfußballs. Volpati avancierte zur Stammkraft, zeigte ansprechende Leistungen und wurde nach nur einer Saison beim AC Reggiana weiter transferiert zum FC Como, wo er das zweite Mal unter Bagnoli spielte. In Como spielte Domenico Volpati zum ersten Mal zweitklassig Fußball, in den zwei Jahren, in denen er dort spielte, wurden Platzierungen im oberen Tabellendritten erreicht. Im Sommer 1978 verließ Domenico Volpati den FC Como und schloss sich der AC Monza an, wo er in der Folge eine Spielzeit lang agierte und 34 Ligaspiele mit einem Tor machte.
Durch seine Leistungen im Trikot von Monza wurde Volpati interessant auch für den Erstligisten Torino Calcio, damals zu den Spitzenmannschaften Italiens gehörend. Unter Trainer Luigi Radice debütierte Volpati in der Serie A und verlebte zwei durchaus erfolgreiche Spielzeiten bei Torino Calcio. Die Mannschaft um Spieler wie etwa Paolino Pulici, Francesco Graziani oder Renato Zaccarelli erreichte zweimal in Serie das Endspiel der Coppa Italia, man unterlag jedoch beide Male gegen den AS Rom, wobei beide Finalpleiten erst im Elfmeterschießen zustande kamen. Auf Ligaebene wurde in der Serie A 1979/80 der dritte Platz und damit die Qualifikation für den UEFA-Pokal 1980/81 erreicht, wo das Aus jedoch bereits in der dritten Runde gegen den Schweizer Vertreter Grasshopper Club Zürich kam.
1981 verließ Volpati Torino Calcio und schloss sich Brescia Calcio an, wo er in einem Jahr zu 34 Spielen im Rahmen der Serie B kam. In gleichem Wettbewerb zeigte sich Hellas Verona sehr erfolgreich und stieg als Zweitligameister souverän in die Serie A auf. Daraufhin unternahm Verona eine Reihe von Verpflichtungen, so wurde auch Domenico Volpati von Brescia unter Vertrag genommen. Unter seinem alten Trainer Osvaldo Bagnoli entwickelte sich Domenico Volpati zum Stammspieler einer Spitzenmannschaft, die als Verona dei Miracoli in die Geschichte des italienischen Fußballs eingehen sollte. Nachdem in der Serie A 1982/83 mit Platz vier nicht nur der sichere Klassenerhalt, sondern auch die Qualifikation für den UEFA-Pokal 1983/84 gelang, startete die Mannschaft eine sehr erfolgreiche Phase. In den Jahren 1983 und 1984 erreichte man zweimal in Serie das Endspiel um die Coppa Italia. Dabei musste man sich allerdings zunächst 1983 Juventus Turin und 1984 dem AS Rom geschlagen geben. Der große Wurf gelang Hellas Verona dann in der Serie A 1984/85. Völlig überraschend sicherte sich die Mannschaft um Spieler wie den Deutschen Hans-Peter Briegel, den Dänen Preben Elkjær Larsen oder den Italiener Antonio Di Gennaro den italienischen Meistertitel. In jener Saison, in der nach vorherigen Reformen die arrivierten Vereine auffällig weit hinten rangierten, wurde man Erster mit vier Punkten Vorsprung auf Torino Calcio. Bis heute stellt der Meistertitel von 1985 den größten Erfolg in der Vereinsgeschichte von Hellas Verona dar, nach dem Titelgewinn ging es schleichend bergab für den Verein. Bis 1990 spielte man noch erstklassig, verlebte ein paar Europapokalauftritte, doch letztlich folgte der Absturz bis in die dritte Liga.
Domenico Volpati spielte noch bis ins Jahr 1988 bei Hellas Verona. Er brachte es insgesamt von 1982 bis 1988 auf 165 Ligaeinsätze im Hellas-Trikot und erzielte dabei zwei Tore. Danach ließ er seine fußballerische Laufbahn beim Drittligisten AC Mantova ausklingen. Im Sommer 1989 endete die Laufbahn von Domenico Volpati schließlich im Alter von 38 Jahren.

## Erfolge
- Italienische Meisterschaft: 1×

1984/85 mit Hellas Verona
- Endspiel in der Coppa Italia: 4×

1979/80 mit Torino Calcio
1980/81 mit Torino Calcio
1982/83 mit Hellas Verona
1983/84 mit Hellas Verona